# سیارک ۲۰۷۶۸
سیارک ۲۰۷۶۸ (به انگلیسی: 20768 Langberg، نامگذاری:2000QO54) بیست هزار و هفتصد و شصت و هشتمین سیارک کشف شده‌است که در ۲۵ اوت ۲۰۰۰ کشف شد.
قدر مطلق سیارک برابر ۱۲.۹ است.